# Luís Alberto Santos dos Santos
Luís Alberto Santos dos Santos, nach anderen Angaben mit Nachnamen auch Silva dos Santos, (* 17. November 1983 in Salvador da Bahia) ist ein ehemaliger brasilianischer Fußballspieler.

## Karriere
Luís Alberto begann seine Karriere bei seinem Heimatverein EC Bahia, wo er 2003 in die erste Mannschaft geholt wurde. Zur Saison 2005/06 wechselte er leihweise nach Saudi-Arabien zu Al-Ettifaq, bereits im Frühjahr 2006 kehrte er zum EC Bahia zurück, ehe er 2007 zu AD São Caetano wechselte. 2007/08 war er bei Cruzeiro Belo Horizonte aktiv. Nach Europa verschlug es ihn 2008, als er zu Nacional Funchal wechselte. In seiner ersten Saison auf Madeira wurde der Verein auf Anhieb Vierter der Liga. Daraufhin spielte der Verein in der nächsten Saison in der Europa League. Luís Albert gab sein Debüt auf europäischer Klubebene am 20. August 2009 gegen Zenit St. Petersburg, als er beim 4:3-Erfolg den 1:0-Führungstreffer erzielte. Weiters kam er in fünf von sechs Gruppenspielen zum Einsatz. In seiner zweiten Saison wurde der Verein, neben den internationalen Erfolgen, Siebenter in der Meisterschaft. Im Frühjahr 2012 wechselte er zum Ligakonkurrenten Sporting Braga, wo er einen Vertrag für dreieinhalb Jahre unterschrieb. In Braga gehörte er nicht zur ersten Wahl, dort kam er nur auf zwei Einsätze, woraufhin er im August desselben Jahres nach Rumänien zu CFR Cluj ausgeliehen wurde. Nach einer weiteren Leihe an den EC Vitória 2013, wechselte der Spieler 2014 nach Japan zu Kashima Antlers in die J.League Division 1 2014. Von 2015 bis 2018 spielte er noch für verschiedene portugiesische Klubs und beendete dann seine aktive Laufbahn.

## Erfolge
- Staatsmeisterschaft von Bahia: 2013